# ジョン・メトカーフ
ウィリアム・ジョン・メトカーフ（William John Metcalfe、1891年10月6日 - 1965年7月31日）は、イングランド、ノーフォーク出身の小説家、英語教師である。
メトカーフはホラー小説家としてよく知られている。小説家のT.E.D.クラインは彼を「その多くは時代と歩調を合わせていない孤独な不適合について巧妙に細工された超自然的な物語の作家である」と評価している。ブライアン・ステイブルフォードは、メトカーフの作品を「独特の不安感を構築する」と指摘した。

## 作品リスト

### 長編小説
- Brenner's Boy （1932年）
- Arm's Length
- Spring Darkness' （アメリカでの題名：Mrs Condover）
- Foster-Girl （アメリカでの題名：Sally）
- All Friends Are Strangers
- The Feasting Dead （1954年、再版：2014年 Valancourt Books)
  - 『死者の饗宴』横山茂雄・北川依子訳、国書刊行会、2019年

### 短編集
- The Smoking Leg, and Other Stories （1925年）
- Judas, and Other Stories （1931年）
- Nightmare Jack and Other Tales （1998年）